# Belchior
Antônio Carlos Belchior, mais conhecido como Belchior (Sobral, 26 de outubro de 1946 – Santa Cruz do Sul, 30 de abril de 2017), foi um cantor, poeta, compositor, músico, produtor e artista plástico brasileiro.
Um dos membros do chamado Pessoal do Ceará, que incluía Fagner, Ednardo, Amelinha e outros, Belchior foi um dos primeiros cantores de MPB do nordeste brasileiro a fazer sucesso internacional, em meados da década de 1970. Durante uma entrevista, ao declarar o seu nome completo - Antônio Carlos Gomes Belchior Fontenelle Fernandes -, Belchior acrescentou, em tom de brincadeira, que seria o "maior nome da MPB".
Seu álbum Alucinação, de 1976, produzido por Marco Mazzola, é considerado por vários críticos musicais como um dos mais revolucionários da história da MPB e um dos mais importantes de todos os tempos para a música brasileira.
Entre os seus maiores sucessos estão Apenas um Rapaz Latino-Americano, Como Nossos Pais, Mucuripe e Divina Comédia Humana.
Nos últimos anos de vida Belchior supostamente desapareceu por duas vezes, tendo sido afinal encontrado no Uruguai. Onde passou por uma trajetória de momentos difíceis, deixando dívidas, morando de favores e até mesmo dormindo embaixo da ponte.
O cantor faleceu aos 70 anos vitimado pelo rompimento de um aneurisma na aorta, no dia 30 de abril de 2017, na cidade gaúcha de Santa Cruz do Sul.

## Carreira
Durante sua infância foi cantador de feira e poeta repentista. Estudou música, canto para coral e piano com Acácio Halley. Seu pai, Otávio Belchior Fernandes (1905–1980) era um cidadão muito respeitado na cidade, sendo juiz e delegado. Sua mãe, Dolores Gomes Fontenelle Fernandes (1921–2011) cantava no coral da igreja. Ainda criança recebeu influência dos cantores do rádio Ângela Maria, Cauby Peixoto e Nora Ney. Foi programador de rádio em Sobral.

Depois de completar seus estudos secundários no Colégio Sobralense (depois, Colégio Diocesano Sobralense) Belchior optou por vivenciar um período de disciplina religiosa. Por três anos viveu em comunidade com frades italianos no mosteiro dos capuchinhos, em Guaramiranga. Ali estudou latim, italiano e canto gregoriano. Em seguida regressou a Fortaleza, onde estudou Medicina, mas abandonou o curso no quarto ano, em 1971, para dedicar-se à carreira artística.

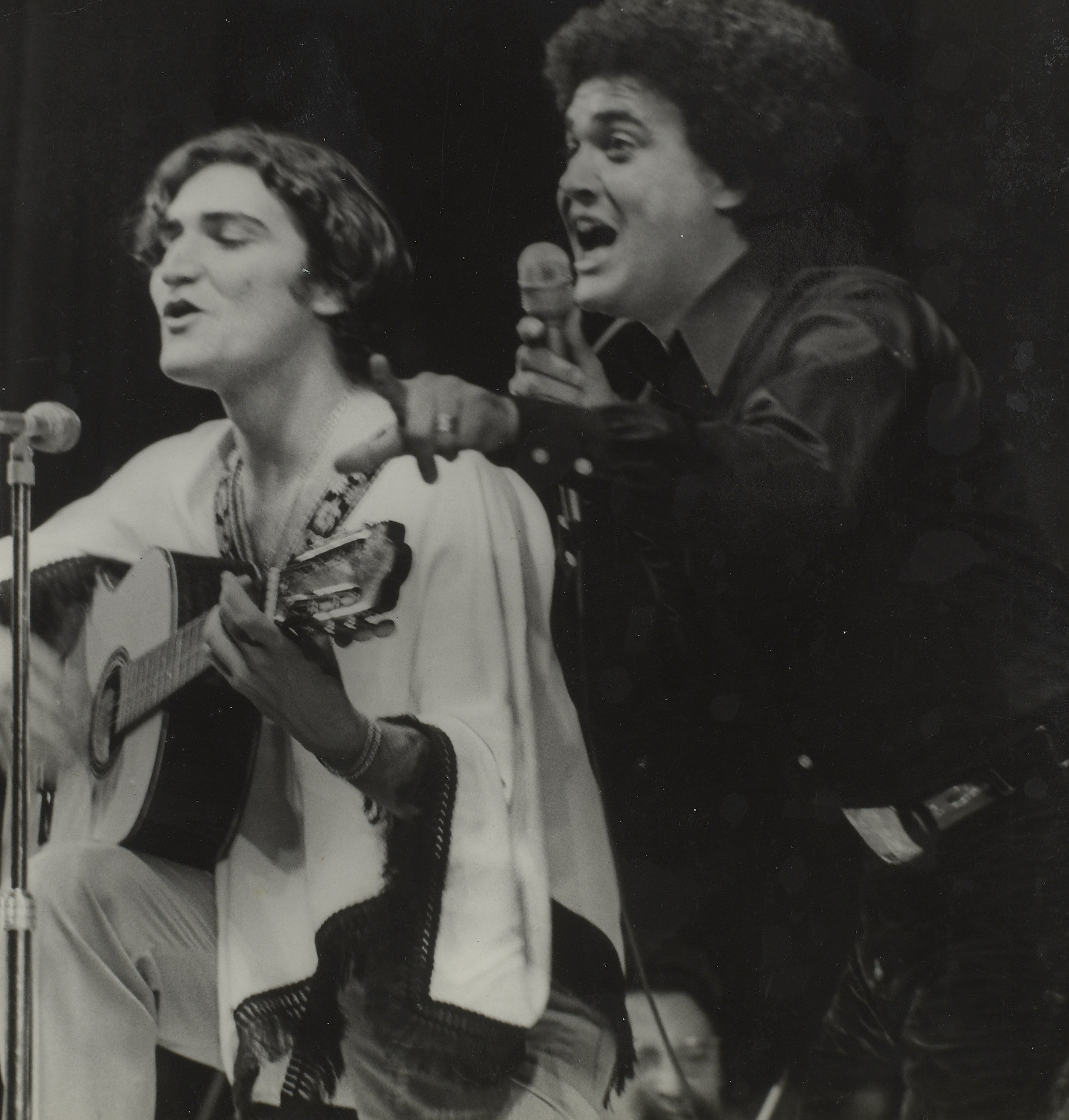
Belchior no 4º Festival Universitário, em 1971.

Ligou-se a um grupo de jovens compositores e músicos como Fagner, Ednardo, Amelinha, Jorge Mello, Rodger Rogério, Teti, Cirino e outros. O grupo ficou conhecido como o "Pessoal do Ceará".
De 1967 a 1970 apresentou-se em festivais de música no Nordeste. Em 1971, quando se mudou para o Rio de Janeiro, venceu o IV Festival Universitário da MPB, com a canção "Na Hora do Almoço", cantada por Jorginho Telles e Jorge Nery, com a qual estreou como cantor em disco, um compacto da etiqueta Copacabana.
Em São Paulo, para onde se mudou em 1972, compôs canções para alguns filmes de curta metragem, continuando a trabalhar individualmente e às vezes em grupo. Em 1972 Elis Regina gravou sua composição "Mucuripe", juntamente com Fagner. Atuando em escolas, teatros, hospitais, penitenciárias, fábricas e televisão. Gravou seu primeiro LP em 1974, na gravadora Chantecler.
O seu segundo álbum, Alucinação (Polygram, 1976), consolidou sua carreira, gravando canções de sucesso como "Velha Roupa Colorida" e "Como Nossos Pais", que haviam sido lançadas por Elis Regina, em 1975, em seu espetáculo "Falso Brilhante" e "Apenas um Rapaz Latino-Americano". Mais adiante, no segundo semestre de 1976, foi convidado para ser um dos artistas fundadores da WEA no Brasil, atualmente conhecida como a Warner Music Group. Graças a estes hits, Alucinação vendeu 30 mil cópias em apenas um mês. Outros êxitos incluem "Paralelas", lançada por Vanusa, e "Galos, Noites e Quintais", regravada por Jair Rodrigues.
Em 1979, no LP Era uma Vez um Homem e Seu Tempo (Warner), gravou "Comentário a Respeito de John", uma homenagem a John Lennon, que também foi gravada pela cantora Bianca. Em 1983, junto com um sócio, fundou sua própria produtora e gravadora, Paraíso Discos e em 1997 tornou-se sócio do selo Camerati, ambos em São Paulo. Sua discografia inclui Um show – dez anos de sucesso (1986, Continental) e Vício Elegante (1996, GPA Music/Paraíso), com regravações de sucessos de outros compositores.
Em 2012 Belchior apareceu na posição 58 da lista As 100 Maiores Vozes da Música Brasileira pela Rolling Stone Brasil e na posição 100 da lista Os 100 Maiores Artistas da Música Brasileira pela Rolling Stone Brasil.

## Controvérsias

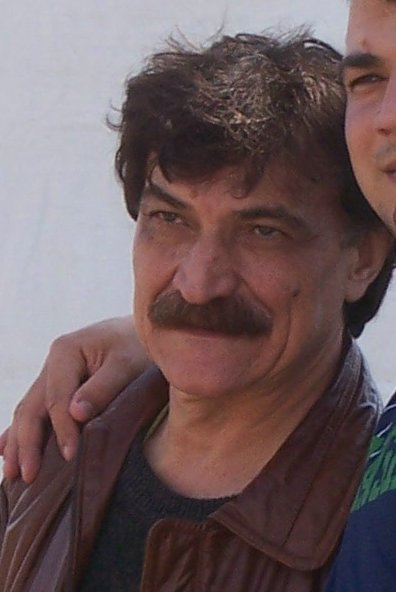
Belchior em 2006.

Em 2005 Belchior conheceu Edna Prometheu (pseudônimo de Edna Assunção de Araújo) no ateliê do amigo comum Aldemir Martins. Em 2006 seu empresário artístico por quase 30 anos, Hélio Rodrigues, de ascendência espanhola, mudou-se para a Espanha e Portugal por alguns anos. Em 2008 Belchior deixou de fazer shows e abandonou seus bens pessoais em São Paulo.
Enfrentou processos judiciais relacionados às duas filhas mais novas e um processo trabalhista. Devido a esses processos Belchior teve seus carros apreendidos e suas contas bancárias bloqueadas, ficando impedido de ter acesso aos valores de direitos autorais. Sem dinheiro, o cantor foi para o Rio Grande do Sul, onde morou em hotéis, casas de fãs e em uma instituição de caridade.
Em 2009 a Rede Globo noticiou o suposto desaparecimento do cantor. Segundo a emissora Belchior havia sido visto pela última vez em abril daquele ano, ao participar de um show do cantor tropicalista Tom Zé em Brasília. Turistas brasileiros afirmam terem-no encontrado no Uruguai, em julho do mesmo ano. De lá concedeu entrevista ao programa Fantástico da Rede Globo, declarando que não havia desaparecido e que estava preparando um disco de canções inéditas, além do lançamento de todas as suas canções em espanhol.
Em 2012 Belchior novamente desapareceu, juntamente com Edna, de um hotel na cidade de Artigas, no Uruguai. Deixou para trás uma dívida em diárias, além de objetos pessoais. Ao ser identificado passeando por Porto Alegre afirmou que as notícias sobre a dívida no Uruguai não seriam verdadeiras.

## Morte
Belchior morreu em 30 de abril de 2017, aos 70 anos, na cidade de Santa Cruz do Sul, no Rio Grande do Sul. O governo do Ceará emitiu uma nota de pesar. A causa da morte foi a ruptura de um aneurisma da aorta, a principal artéria do corpo humano.
O governador do Ceará Camilo Santana decretou luto oficial de três dias, providenciando o traslado do corpo para o Ceará, conforme o desejo do cantor de ser enterrado no seu Estado natal. Belchior foi velado em Sobral, cidade em que nasceu, e sepultado em Fortaleza.

## Homenagens

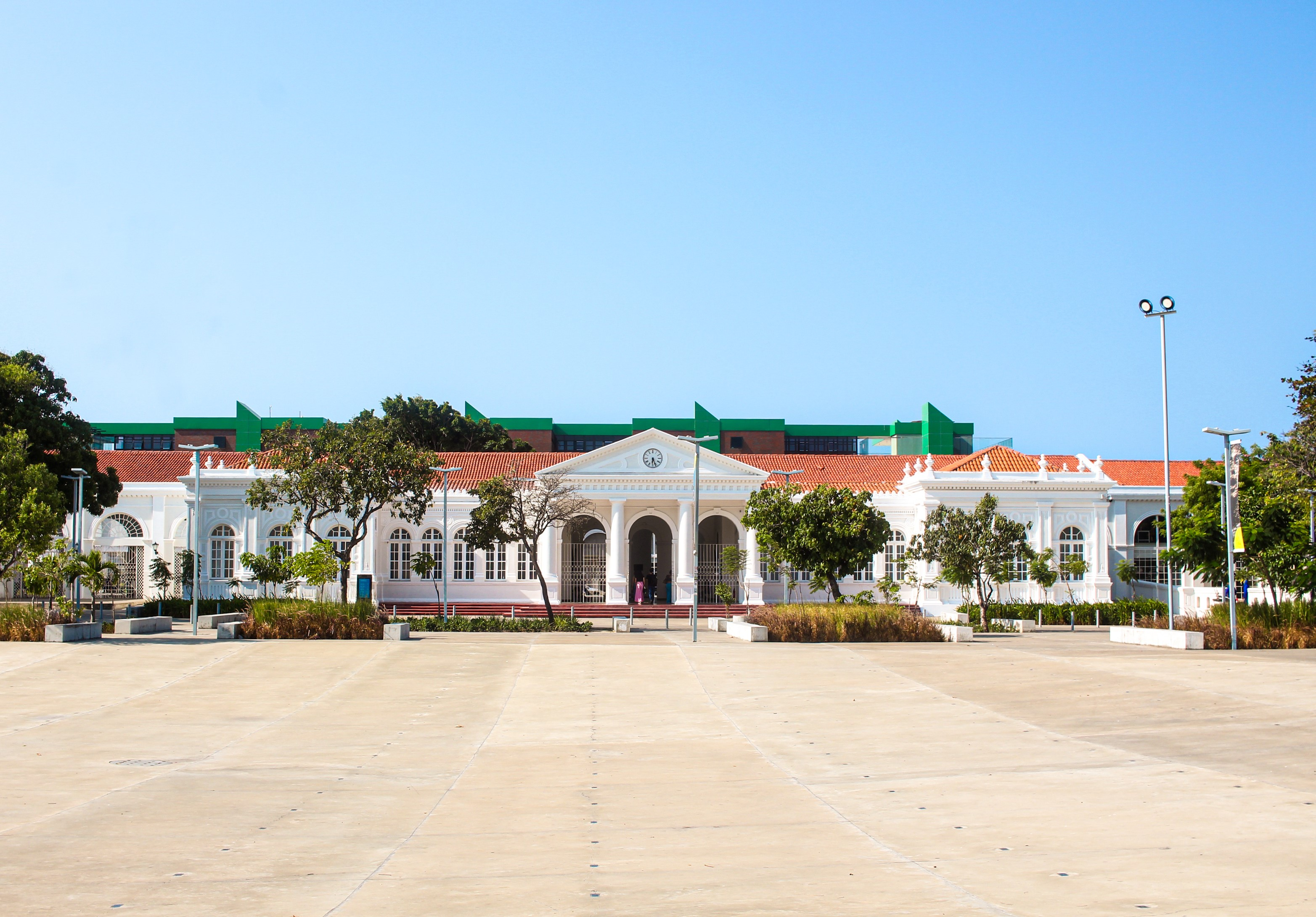
Complexo Cultural Estação das Artes Belchior, em Fortaleza, uma das homenagens.

- De fevereiro a dezembro de 2016, o Projeto Belchior 70, idealizado pela professora Josely Teixeira Carlos, pesquisadora e autora de dissertação de mestrado[31] e tese de doutorado[32] sobre o artista, analisou em uma série de programas radiofônicos toda a discografia autoral de Belchior.
- Em outubro de 2016, o Programa Especial das Seis, da rádio Educadora FM da Bahia, dedicou cinco programas especiais à obra de Belchior. A convite da emissora, teve na apresentação Josely Teixeira Carlos. O especial foi reprisado em maio de 2017, após a morte do artista.
- Durante os meses de outubro e novembro de 2016, em Fortaleza, o projeto Belchior Sete Zero celebrou o aniversário de 70 anos de Belchior, constituindo-se na maior homenagem que o artista teve em vida. Produzido por Marta Pinheiro, Rogers Tabosa e Ricardo Kelmer, e contando com duas dezenas de eventos, o projeto envolveu bares, faculdades e espaços culturais como Teatro José de Alencar, Centro Cultural Banco do Nordeste, Jornal O Povo, Teatro Carlos Câmara e CUCA, e contou com o lançamento do livro Para Belchior com Amor, organizado pelo escritor Ricardo Kelmer e que reúne textos de catorze autores cearenses inspirados em canções de Belchior. A programação teve também debates, shows musicais e apresentações da peça teatral De Olhos Abertos Lhe Direi, de Ricardo Guilherme, criada especialmente para o projeto.[33]
- Em outubro de 2016 foi lançado o livro Para Belchior com Amor (Miragem Editorial), organizado pelo escritor Ricardo Kelmer, com contos, crônicas e cartas escritos por catorze autores cearenses, inspirados em canções de Belchior. Participam da obra: Thiago Arrais, Ana Karla Dubiela, José Américo Bezerra Saraiva, Ricardo Guilherme, Ethel de Paula, Cleudene Aragão, Ricardo Kelmer, Raymundo Netto, Joan Edesson de Oliveira, Gero Camilo, Carmélia Aragão, Jeff Peixoto, Xico Sá e Roberto Maciel.[34]
- Também em outubro de 2016, foi lançado o disco Alucinação - Marcelo Filho canta Belchior, onde o músico paulista Marcelo Filho regravou o disco de maior sucesso da carreira do compositor cearense, como forma de homenageá-lo ainda em vida, ainda que não se soubesse o paradeiro do cantor.
- Em dezembro de 2016, a "14ª Edição do Prêmio Hangar de Música" teve como tema "Vamos Cantar Belchior", e reuniu vários artistas da música potiguar para celebrar e homenageá-lo.[35]
- Em janeiro de 2017 (antes de sua morte, portanto), Belchior, foi homenageado virando nome de um bloco carnavalesco em Belo Horizonte. O "Volta, Belchior", com todos os foliões usando um bigode à la Zapata que nem o cantor, desfila no bairro Santa Tereza.[36]
- Em fevereiro de 2019, foi lançado o livro Belchior - Abraços e Canções - Entrevista Inédita (Editora Clube dos Autores), organizado por sua irmã mais nova Ângela Belchior e Estêvão Zizzi, sobre uma entrevista que Belchior teria concedido em 2005.
- Em fevereiro de 2024, foi anunciado que o Canal Brasil está trabalhando em uma minissérie que contará a história do cantor. A série ficcional se chamará Alucinação e está planejada para ser exibida na primeira metade de 2025.[37]

## Prêmios e honrarias
- 2009 - Canção Como Nossos Pais (de sua autoria) foi considerada uma das 100 Maiores Músicas Brasileiras pela Rolling Stone Brasil - posição 43
- 2012 - Belchior aparece na lista As 100 Maiores Vozes da Música Brasileira pela Rolling Stone Brasil - posição 58